# Bactrocera wuzhishana
Bactrocera wuzhishana är en tvåvingeart som beskrevs av Lin och Yang 2006. Bactrocera wuzhishana ingår i släktet Bactrocera och familjen borrflugor. Inga underarter finns listade.